# Landa, Gävle kommun
För andra betydelser, se Landa.
Landa är en by nära Dalälven i Hedesunda socken i Gävle kommun. Från 2015 avgränsar SCB här en småort.
Orten är känd från dokument från år 1424. Landa torde vara modern till byn Ullanda. I den närmaste grannbyn i öster Östveda har rikliga fornfynd gjorts från järnåldern. I Landa har Hedesunda Markbetong sin betongvarufabrik.